# Національний музей старожитностей Таджикистану
Національний музей старожитностей Таджикистану — національний музей старожитностей у столиці Таджикистану місті Душанбе, велике й цінне зібрання пам'яток історії, побуту й мистецтва країни; один з найвідоміших таджицьких музеїв, значний культурний осередок.

## Загальні дані
Національний музей старожитностей Таджикистану міститься у представницькому двоповерховому будинку, зведеному за СРСР, з використанням орієнтальних мотивів, й розташований за адресою:
вул. Раджабових, буд. 7, м. Душанбе—734025 (Республіка Таджикистан).
Музейний заклад відкритий для відвідування від 09:00 до 17:00 години (обідня перерва — від 12:00 до 13:00 години ), по неділях — від 09:00 до 16:00 (вихідний день: понеділок).
Директор музею — к.і.н. Саїдмурод Бобомуллоєв. 
Експонати в музеї атрибутовані таджицькою та російською мовами.

## З історії музею
Національний музей старожитностей Таджикистану був відкритий у 2001 році. 
Музейни заклад є відомчим, але водночас має і національний статус, що стало визнанням цінності і важливості його колекцій на державному рівні.
У 2005 році завдяки співпраці з Цифровим архівом та Дослідницьким центром університету Рукокі (Японія) було створено тримовне вебпредставництво музею.

## З колекцій, експозиції та діяльності музею
Колекції Національного музею старожитностей Таджикистану склали археологічні матеріали, зібрані дослідниками Таджикистану та їхніми колегами з наукових та музейних осередків Москви, Санкт-Петербурга, інших міст колишнього СРСР та зарубіжними вченими за майже столітню історію археологічного вивчення Таджикистану. 
Експозиції музею представляють шедеври і цінні археологічні пам'ятки з розкопок, що проводилися Академією наук СРСР та Академією наук Таджикистану. 
Музей, зокрема, пишається своїми зібраннями виробів елліністичної епохи з храму Окса на городищі Тахтім-Сангін, шедеврами настінного живопису Пенджикента. 
Найпопулярнішим і найціннішим музейним експонатом всього Таджикистану зазвичай називають виставлену у музеї старожитнсотей статую «Будда в нірвані» (або «Хатлонський Будда»). Її довжина — 12,85 м, а вага — 5,5 т. Статуя була виявлена в ході археологічних досліджень буддійського монастиря раннього Середньовіччя в Аджина-теппе, і сьогодні є одним з найбільших і найдавніших пам'ятників буддизму у світі. 
У музеї представлені також унікальні пам'ятки матеріальної і духовної культури, знайдені під час розкопок у Худжанді, Пенджикенті, Істаравшані, Кулябі, Хульбуку. 
Національний музей старожитностей Таджикистану входить до числа найбільш відвідуваних музеїв Душанбе. У закладі проводяться оглядові та тематичні екскурсії для туристів, школярів і студентів. Музей бере участь у зарубіжних виставках.

## Виноски
1. ↑  Офіційна вебсторінка музею (рос.) (яп.) (англ.)